# Аритмия сердца

Схематичное отображение распространения возбуждения по сердцу в норме при синусовом ритме

Серде́чная аритми́я (др.-греч. ἀρρυθμία — «несогласованность, нескладность», от др.-греч. ἄρρυθμος — ἀ — «не» и ῥυθμός — «ритм») — патологическое состояние, приводящее к нарушению частоты, ритмичности и последовательности возбуждения и сокращения сердечной мышцы — миокарда. Аритмия — любой ритм сердца, отличающийся от нормального синусового ритма (ВОЗ, 1978). При таком патологическом состоянии может существенно нарушаться нормальная сократительная активность сердца, что, в свою очередь, может привести к целому ряду серьёзных осложнений.

## Работа сердца
Ритмичная работа сердца обеспечивается способностью специализированных клеток сердца вырабатывать потенциалы действия при отсутствии внешних раздражителей; такая способность возбудимых тканей в физиологии называется «автоматизмом».
Правильным, или регулярным, синусовым ритмом принято называть ритм сердца, который в пределах наблюдения задаётся только активностью синусового узла. Правильный ритм синусового узла принято называть «нормальным синусовым ритмом», если он попадает в диапазон 60—90 ударов в минуту. Небольшие колебания периода сердечных сокращений, менее 0,1 секунды, считаются нормальной (физиологической) синусовой аритмией, связанной с естественной вариабельностью ритма сердца; их не считают патологическим нарушением ритма сердца.
У хорошо тренированных спортсменов в состоянии покоя ЧСС обычно составляет всего лишь 50 ударов в минуту, а во время сна у атлетов может в норме быть менее 45 ударов в минуту.
Иные отклонения от нормального регулярного синусового ритма считаются нарушением ритма сердца — патологическими аритмиями. Термин «аритмия» объединяет различные по механизму, клиническим проявлениям и прогностическому значению нарушения образования и проведения электрического импульса. В диагностике аритмий важное место занимает анализ электрокардиограммы (ЭКГ). Развитием современных методов диагностики и лечения аритмий занимается аритмология.

## Этиология
Наиболее частые причины нарушений сердечного ритма и проводимости:
1. Кардиальные причины:
- ИБС, в том числе инфаркт миокарда и нестабильная стенокардия
- Сердечная недостаточность
- Кардиомиопатия
- Приобретённые пороки сердца
- Врождённые пороки сердца
- Миокардиты
- Пролапс митрального клапана

2. Лекарственные воздействия:
- Сердечные гликозиды
- Антиаритмические препараты (проаритмическое действие)
- Диуретики
- Симпатомиметики

3. Электролитные нарушения:
- Гипокалиемия
- Гиперкалиемия
- Гипомагниемия
- Гиперкальциемия и другие

4. Токсические воздействия:
- Курение
- Наркотические вещества (в том числе алкоголь)
- Тиреотоксикоз

5. Идиопатические аритмии

## Патогенез

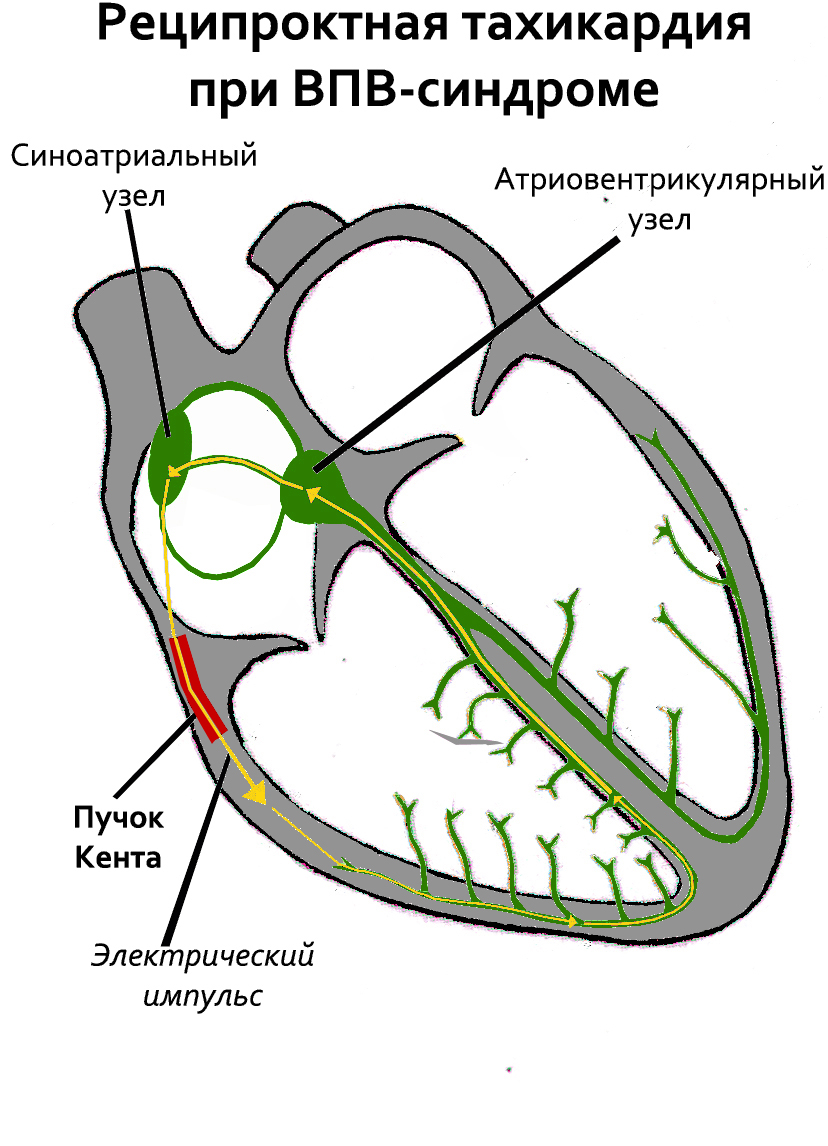
Рис. 1. Возникновение аритмии по механизму macro-re-entry при синдроме Вольфа — Паркинсона — Уайта

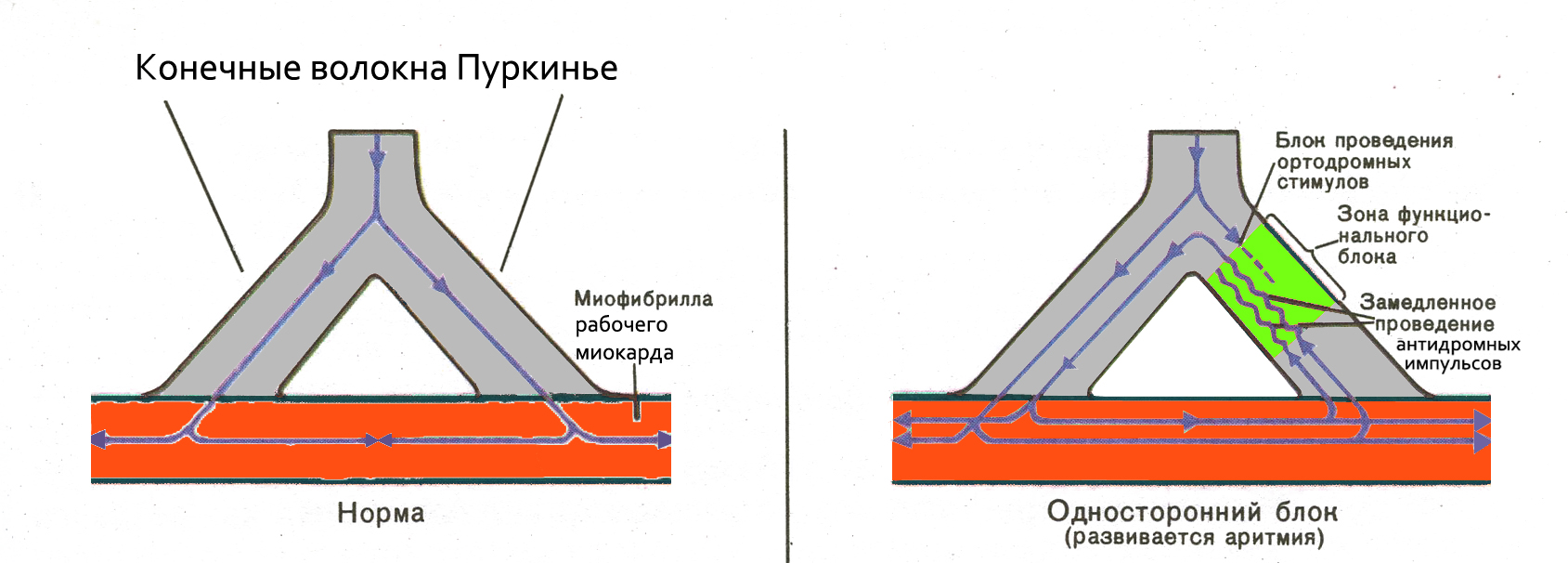
Рис. 2. Возникновение аритмии по механизму micro-re-entry

Под влиянием одного или нескольких этиологических факторов нарушается одна или несколько функций сердца:
- автоматизм (автоматическая генерация импульсов кардиомиоцитами (КМЦ) водителя ритма)
- возбудимость (способность кардиомиоцитов генерировать потенциал действия в ответ на раздражение)
- проводимость (проведение импульса по проводящей системе сердца)
- сократимость (сокращение сократительных кардиомиоцитов)
- рефрактерность (электрическая инертность КМЦ некоторое время после проведения импульса, не допускающая возврат проведённого импульса и наложение последующего)
- аберрантность (возможность проведения импульса по дополнительным путям проводящей системы сердца)

Так, наиболее известными механизмами нарушений возбудимости (экстрасистолий, пароксизмальных тахикардий) являются:
- механизм повторного обратного входа импульса (re-entry): macro-re-entry (циркуляция вокруг полых вен, при синдроме Вольфа — Паркинсона — Уайта: из предсердий через пучок Кента в миокард желудочков, затем через волокна Пуркинье, ножки и ствол пучка Гиса в атриовентрикулярный узел — обратно в предсердия); micro-re-entry[прим. 1] (при дистрофических и некротических изменениях возникает неполный однонаправленный блок проведения возбуждения к миофибрилле рабочего миокарда предсердий или желудочков. Но в этом же месте сохраняется способность антидромного проведения импульса. Если импульс зацикливается один-два раза — возникает экстрасистолия, если три и более — пароксизмальная тахикардия)
- неравномерная реполяризация миокарда;
- увеличение амплитуды следовых потенциалов;
- увеличение автоматизма гетеротопных очагов.

В основе аритмии лежит изменение условий формирования возбуждения сердечной мышцы или аномалия путей его распространения. Аритмии могут быть вызваны как функциональными нарушениями, так и тяжёлыми органическими поражениями сердца. В некоторых случаях причиной нарушений сердечного ритма являются врождённые особенности проводящей системы сердца. Определённую роль в возникновении аритмии играет состояние нервной системы. Например, психическое, эмоциональное напряжение вызывает изменения в темпе, а зачастую — и в ритме сердечных сокращений, в том числе и здоровых людей. Аритмия нередко возникает у людей с заболеваниями центральной и вегетативной нервной системы.
Разные заболевания, сопровождающиеся нарушением анатомической структуры сердца или происходящих в нём обменных процессов, вызывают различные по продолжительности и характеру виды аритмии, и установить диагноз может только врач, выводы которого основываются на клинико-электрокардиографических данных.

## Классификация
В зависимости от нарушенной функции сердца в настоящее время принято выделять следующие группы аритмий:
1. Нарушения автоматизма
  1. Номотопные (водитель ритма — в синусовом узле)
    - синусовая тахикардия (СТ)
    - синусовая брадикардия (СБ)
    - синусовая аритмия (СА)
    - синдром слабости синусового узла (СССУ)
    - хронотропная некомпетентность синусового узла

  2. Гетеротопные (водитель ритма — вне синусового узла)
    - нижнепредсердный ритм
    - атриовентрикулярный ритм
    - идиовентрикулярный ритм
2. Нарушения возбудимости
  1. Экстрасистолии
    1. По источнику: предсердные, атриовентрикулярные, желудочковые
    2. По количеству источников: монотопные, политопные
    3. По времени возникновения: ранние, интерполированные, поздние
    4. По частоте: единичные (до 5 в минуту), множественные (более 5 в минуту), парные, групповые
    5. По упорядоченности: неупорядоченные, аллоритмии (бигеминия, тригеминия, квадригеминия)

  2. Пароксизмальные тахикардии (предсердная, АВ, желудочковая)
3. Нарушения проводимости
  1. Увеличение проводимости (синдром Вольфа — Паркинсона — Уайта)
  2. Уменьшение проводимости (блокады: синоаурикулярная, внутрипредсердная, АВ, блокада ножек пучка Гиса)
4. Смешанные (трепетание/мерцание предсердий/желудочков)

Вместе с тем, дискуссия об основаниях, которые следует положить в основу классификации аритмий, всё ещё продолжается в силу того, что за прошедшие уже более ста лет научного изучения аритмий сердца всё ещё не удалось достигнуть желаемого уровня эффективности проводимого лечения. Например, в 2014 году были высказаны аргументы, указывающие на необходимость различать как минимум три базовые типа патологических аритмий сердца:
1. аритмии, которые следует считать вариантом нормальной реакции адаптации, но которые, тем не менее, приводят к тем или иным нарушениям гемодинамики, опасным для организма в целом (в том числе и врождённые механизмы саморегуляции популяционной динамики);
2. аритмии, возникающие в результате нарушений адаптации из-за дезорганизации в цепях регуляции сердечной деятельности;
3. аритмии, возникающие в результате нарушений адаптации из-за дезорганизации автоволновой функции сердца.

## Характеристика отдельных нарушений сердечного ритма

### Нарушения автоматизма

#### Синдром слабости синусового узла
Описательный термин «синдром слабости синусового узла» (СССУ) был введён Lown в 1966 году для обозначения совокупности признаков, симптомов ЭКГ-изменений, определяющих нарушение функции синусового узла в клинических условиях. Выявляется при помощи анализа частоты сердечных сокращений.
Может иметь место при разнообразных органических поражениях миокарда, при которых в СУ уменьшается число пейсмекерных клеток и развивается фиброз. Характеризуется обмороками или другими проявлениями мозговой дисфункции (слабость, головокружение, нарушение сна и т. п.). Необходимо проведение дифференциальной диагностики между СССУ и вегетативной дисфункцией СУ.
Среди нерегулярных видов синусового ритма, обобщённо обозначаемых как дисфункция (слабость) синусового узла, выделяют: 1) брадикардия, 2) остановка, 3) нерегулярность (нерегулярный синусовый ритм), 4) хронотропная некомпетентность, 5) блокада выхода из синусового узла.

#### Синусовая тахикардия
Синусовая тахикардия — учащение частоты сердечных сокращений от 90 до 160 в минуту при сохранении правильного синусового ритма. Диагностическое и прогностическое значение синусовой тахикардии определяется конкретной ситуацией, при которой она возникает.
Так, синусовая тахикардия является нормальным ответом сердечно-сосудистой системы на физическую нагрузку, психоэмоциональный стресс, употребление крепкого кофе и т. п. В этих случаях синусовая тахикардия носит временный характер и, как правило, не сопровождается неприятными ощущениями. Восстановление нормальной частоты сердечных сокращений происходит вскоре после прекращения действия факторов, вызывающих тахикардию.
Клиническое значение имеет синусовая тахикардия, сохраняющаяся в покое. Нередко она сопровождается неприятными ощущениями «сердцебиения», чувством нехватки воздуха, хотя некоторые больные могут не замечать увеличения ЧСС. В таких случаях выявить тахикардию возможно при помощи ЭКГ, или холтеровского мониторирования. Причинами такой тахикардии могут быть как экстракардиальные факторы, так и собственно заболевания сердца. На ЭКГ: положительный зубец P в I, II, avF, V4—V6 отведениях; отрицательный avR; интервалы PQ одинаковы, ритм правильный, учащённый. Интервалы RR укорочены. При выраженной тахикардии зубец Р наслаивается на Т.

#### Синусовая брадикардия
Синусовая брадикардия — урежение ЧСС меньше 60 в минуту при сохранении правильного синусового ритма. При синусовой брадикардии редко бывает ниже 40 в минуту. Синусовая брадикардия обусловлена понижением автоматизма синоатриального узла.
У здоровых людей синусовая брадикардия обычно свидетельствует о хорошей тренированности сердечно-сосудистой системы и часто встречается у спортсменов.
Экстракардиальныя формы синусовой брадикардии могут быть обусловлены токсическими воздействиями или преобладанием активности парасимпатической нервной системы (вагусные воздействия).
Причинами экстракардиальной формы синусовой брадикардии, обусловленной токсическими воздействиями на синоатриальный узел, могут являться:
- гипотиреоз;
- повышение внутричерепного давления;
- передозировка лекарственных средств (β-адреноблокаторов, сердечных гликозидов, верапамила и др.);
- некоторые инфекции (вирусный гепатит, грипп, брюшной тиф, сепсис);
- гиперкальциемия или выраженная гиперкалиемия;
- метаболический алкалоз;
- обтурационная желтуха;
- гипотермия и другое.

Интракардиальная форма синусовой брадикардии возникает при органическом или функциональном повреждении синоатриального узла и встречается при инфаркте миокарда, атеросклеротическом и постинфарктном кардиосклерозе и других заболеваниях сердца. На ЭКГ: правильный ритм, интервалы RR удлинены.

#### Синусовая аритмия
Синусовой аритмией (СА), или нерегулярным синусовым ритмом, считают при разнице на ЭКГ между соседними РР в 0,12 с и более.
Хронотропная некомпетентность определяется при ЧСС ниже 90—100 на пике нагрузки.

### Нарушения возбудимости

#### Экстрасистолии
Экстрасистолия — преждевременное сокращение сердца или его отделов. Может протекать бессимптомно, в ряде случаев больной ощущает «толчок» в груди, «остановку» сердца или пульсацию в подложечной области. При неврозах и рефлекторных экстрасистолиях у людей с заболеваниями внутренних органов наиболее важное значение имеет коррекция питания и образа жизни, а также лечение основной и сопутствующей патологии.

#### Пароксизмальная желудочковая тахикардия
Пароксизмальная желудочковая тахикардия — в большинстве случаев это внезапно начинающийся и так же внезапно заканчивающийся приступ учащённых желудочковых сокращений до 150—250 сокращений в минуту, обычно при сохранении правильного регулярного сердечного ритма.
Среди пароксизмальных ЖТ принято различать:
- Трепетание желудочков — частое (200—300 в минуту) ритмичное сокращение желудочков, обусловленное устойчивым круговым движением локализованного в них импульса. Трепетание обычно быстро переходит в фибрилляцию желудочков.
- Фибрилляция желудочков (ФЖ) (мерцание желудочков) характеризуется хаотичным сокращением волокон миокарда с частотой 250—480 в 1 минуту, отсутствием координированного сокращения желудочков. ФЖ часто является осложнением обширного трансмурального инфаркта миокарда и обычно заканчивается остановкой сердца с последующим выключением жизненных функций организма.

## Диагностика
Основным методом диагностики аритмий является ЭКГ. Для каждой аритмии выделяют свои ЭКГ-признаки.
Синусовая тахикардия:
1. ритм синусовый (зубцы P — перед каждым комплексом QRS)
2. ритм правильный (интервалы RR отличаются {<}10 %)
3. ЧСС больше возрастной нормы

Синусовая брадикардия:
1. ритм синусовый (зубцы P — перед каждым комплексом QRS)
2. ритм правильный (интервалы RR отличаются {<}10 %)
3. ЧСС возрастной нормы

Синусовая аритмия (дыхательная и недыхательная, недыхательная постоянная и периодическая)
1. ритм синусовый (зубцы P — перед каждым комплексом QRS)
2. ритм неправильный (интервалы RR отличаются >10 %)
3. ЧСС может быть нормальной, повышенной, сниженной

Синдром слабости синусового узла:
1. стойкая синусовая брадикардия
2. периодическое исчезновение синусового ритма (миграция водителя ритма)
3. периодическое возникновение синоаурикулярной блокады
4. стойкая брадисистолическая мерцательная аритмия
5. синдром тахикардии-брадикардии

Нижнепредсердный ритм:
1. ритм несинусовый (водитель ритма — в дистальном участке пучка Тореля, поэтому зубец P деформирован либо отрицателен; но при этом интервал PQ — сохранён, комплекс QRST — в норме);
2. ритм правильный либо неправильный
3. ЧСС нормальная либо изменена

Атриовентрикулярный ритм:
1. ритм несинусовый (водитель ритма — в атриовентрикулярном узле, поэтому зубец P отсутствует за счёт наложения на QRS либо непрохождение импульса в предсердия при генерации в нижних отделах АВ узла, деформирован либо отрицателен, интервал PQ — отсутствует, комплекс QRST — в норме);
2. ритм правильный либо неправильный;
3. ЧСС = 40—60 ударов в минуту (таков автоматизм АВ узла)

Идиовентрикулярный ритм:
1. ритм несинусовый (водитель ритма — в пучке Гиса, его ножках либо волокнах Пуркинье, поэтому зубец P и интервал PQ отсутствуют, комплекс QRST — расширен, деформирован, зубец Т дискордантный);
2. ритм правильный либо неправильный;
3. ЧСС = 20—40 ударов в минуту (таков автоматизм пучка Гиса) либо менее 20 ударов в минуту (для ножек ПГ, волокон Пуркинье)

Предсердная экстрасистолия:
1. внеочередное, преждевременное возбуждение и сокращение сердца с источником возбуждения в предсердиях (поэтому зубец P в экстрасистоле деформирован либо отрицателен; но при этом интервал PQ — сохранён, комплекс QRST — в норме)
2. характерна неполная компенсаторная пауза (RRe+ReR1{<}RRn, где RRe — интервал между зубцом R предшествующего экстрасистоле комплекса и зубцом Re экстрасистолы, ReR1 — интервал между зубцом Re экстрасистолы и зубцом R1 следующего за экстрасистолой комплекса, RRn — нормальный интервал RR)

Атриовентрикулярная экстрасистолия:
1. внеочередное, преждевременное возбуждение и сокращение сердца с источником возбуждения в атриовентрикулярном узле (поэтому зубец P отсутствует за счёт наложения на QRS либо непрохождения импульса в предсердия при генерации в нижних отделах АВ узла, деформирован либо отрицателен, интервал PQ отсутствует, комплекс QRST — в норме)
2. характерна неполная компенсаторная пауза (RRe+ReR1{<}=RRn, где RRe — интервал между зубцом R предшествующего экстрасистоле комплекса и зубцом Re экстрасистолы, ReR1 — интервал между зубцом Re экстрасистолы и зубцом R1 следующего за экстрасистолой комплекса, RRn — нормальный интервал RR)

Желудочковая экстрасистолия:
1. внеочередное, преждевременное возбуждение и сокращение сердца с источником возбуждения в желудочках (поэтому зубец P и интервал PQ отсутствуют, комплекс QRST — расширен, деформирован, зубец Т дискордантный)
2. характерна полная компенсаторная пауза (RRe+ReR1{>}RRn, где RRe — интервал между зубцом R предшествующего экстрасистоле комплекса и зубцом Re экстрасистолы, ReR1 — интервал между зубцом Re экстрасистолы и зубцом R1 следующего за экстрасистолой комплекса, RRn — нормальный интервал RR)

Пароксизмальная тахикардия (предсердная, атрио-вентрикулярная или желудочковая)
1. имеет вид ряда идущих одна за другой экстрасистол соответствующего происхождения
2. ЧСС>150 уд/мин
3. возникает внезапно в виде приступов (пароксизмов)

Синоаурикулярная блокада:
- I степени (замедление проводимости без выпадения комплексов) — чаще не имеет никаких ЭКГ признаков, возможна склонность к синусовой брадикардии
- II степени (замедление проводимости с периодическим выпадением комплексов):
  - II М1 ст. (с периодикой Самойлова — Венкебаха — постепенно нарастающее замедление проводимости с последующим выпадением комплекса) — постепенное удлинение/укорочение интервалов RR с последующим выпадением сердечного комплекса (RR1{<}RR2{<}RR3…выпадение…RR или RR1{>}RR2{>}RR3…выпадение…RR);
  - II М2 ст. (без периодики Самойлова — Венкебаха — перманентное замедление проводимости с периодическим выпадением комплексов) — интервалы RR перед выпадением одинаковые (RR1=RR2=RR3…выпадение…RR)
- III степени (полный блок проводимости) — изначально в виде изолинии (клинически — синдром Морганьи — Адамса — Стокса), затем включается другой водитель ритма (внутрипредсердный, атрио-вентрикулярный, пучок Гиса, его ножки либо волокна Пуркинье) с соответствующей данному ритму картиной; признаков функционирования синусового узла при этом на ЭКГ фактически не видно.

Внутрипредсердная блокада (чаще в пучке Бахмана, реже — Венкебаха, Тореля):
- I степени (замедление проводимости без выпадения комплексов) — зубец P расширен, может быть раздвоен по типу P-mitrale (M-образный зубец P при гипертрофии левого предсердия)
- II степени (замедление проводимости с периодическим выпадением комплексов):
  - II М1 ст. (с периодикой Самойлова — Венкебаха — постепенно нарастающее замедление проводимости с последующим выпадением комплекса) — постепенное нарастающее расширение/раздвоение зубца P с последующим выпадением сердечного комплекса PQRST с сохранением первого «горба» зубца P (P1{<}P2{<}P3…выпадение…P);
  - II М2 ст. (без периодики Самойлова — Венкебаха — перманентное замедление проводимости с периодическим выпадением комплексов) — зубцы Р перед выпадением одинаково расширены/раздвоены (Р1=Р2=Р3…выпадение…Р)
  - III степени (полный блок проводимости) — изначально в виде дефектных укороченных зубцов P (клинически — синдром Морганьи — Адамса — Стокса), затем включается другой водитель ритма (внутрипредсердный, атрио-вентрикулярный, пучок Гиса, его ножки либо волокна Пуркинье) с соответствующей данному ритму картиной; на фоне несинусового ритма видны дефектные укороченные зубцы P, генерируемые с частотой синусового узла — диссоциация водителей ритма.

Атриовентрикулярная блокада:
- I степени (замедление проводимости без выпадения комплексов) — интервал PQ>0,2 сек (у детей >0,18 сек)
- II степени (замедление проводимости с периодическим выпадением комплексов):
  - М1 Мобитц 1 (с периодикой Самойлова — Венкебаха — постепенно нарастающее замедление проводимости с последующим выпадением комплекса) — постепенное нарастающее удлинение/укорочение интервала PQ с последующим выпадением сердечного комплекса QRST (PQ1{<}PQ2{<}PQ3…выпадение…PQ или PQ1{>}PQ2{>}PQ3…выпадение …PQ);
  - М2 Мобитц 2 (без периодики Самойлова — Венкебаха — перманентное замедление проводимости с периодическим выпадением комплексов) — интервалы PQ перед выпадением одинаково удлинены (PQ1=PQ2=PQ3…выпадение…PQ)
- III степени (полный блок проводимости) — изначально в виде отдельных зубцов P (клинически — приступ Морганьи — Адамса — Стокса), затем включается другой водитель ритма (идиовентрикулярный — пучок Гиса, его ножки либо волокна Пуркинье) с соответствующей данному ритму картиной; на фоне идиовентрикулярного ритма видны отдельные зубцы P, генерируемые с частотой синусового узла — диссоциация водителей ритма (диссоциация деятельности предсердий и желудочков).

Неполная блокада левой ножки пучка Гиса:
ЭКГ признаки практически соответствуют признакам гипертрофии левого желудочка (критерии Соколова-Лайона):
1. R1>R2>R3
2. S3>S2>S1
3. R1+S3>25мм (индекс Левиса)
4. RV6>RV5>RV4
5. SV1>SV2>SV3
6. RV6+SV1>35мм (индекс Соколова — Лайона)

Неполная блокада правой ножки пучка Гиса:
ЭКГ признаки практически соответствуют признакам гипертрофии правого желудочка (критерии, обратные критериям Соколова — Лайона):
1. R3>R2>R1
2. S1>S2>S3
3. RV1>RV2>RV3
4. SV6>SV5>SV4

WPW синдром (синдром Вольфа — Паркинсона — Уайта):
1. с аберрантностью в пучке Джеймса (соединяет правое предсердие и пучок Гиса) (синдром Lown-Gagang-Levine): P может быть деформирован, интервал PQ — укорочен или отсутствует, комплекс QRST — в норме
2. с аберрантностью в пучке Палладино — Кента (соединяет предсердие и желудочек): P может быть деформирован, интервал PQ — укорочен или отсутствует, комплекс QRST — деформирован (дельта-волна)
3. с аберрантностью в пучке Маххайма (соединяет пучок Гиса и ножку пучка Гиса): P — нормальный, интервал PQ — нормальный, комплекс QRST — деформирован (дельта-волна)

Трепетание предсердий:
1. ритм несинусовый: между комплексами QRS — волны F с частотой до 350 в минуту, регулярные, одинаковой формы и амплитуды («пилообразные»)
2. комплексы QRS — не изменены
3. как правило — желудочковый ритм правильный (интервалы RR одинаковые), тахикардия 150—160 в минуту; реже — ритм неправильный, нормо- или брадикардия

Мерцание предсердий (мерцательная аритмия, фибрилляция предсердий, delirium cordis):
1. ритм несинусовый: между комплексами QRS — волны f с частотой свыше 350 в минуту — нерегулярные, разной формы и амплитуды
2. комплексы QRS — не изменены
3. желудочковый ритм неправильный (интервалы RR разные), тахи-, нормо- или брадисистолия

## Лечение
Применяют:
1. Антиаритмические препараты
  1. Прямые антиаритмики, как правило влияющие на различные ионные каналы (амиодарон, ритмонорм, аллапенин и т. д.). К недостаткам относят большое количество побочных эффектов этих препаратов, в том числе и способность их самих провоцировать нарушения ритма.
  2. Препараты, воздействующие на проводящую систему сердца (гликозиды, бета-блокаторы); также влияют на автоматизм клеток сердца, урезают ЧСС.
2. Upstream терапия — лечение нарушений сердечного ритма (фибрилляции предсердий) неантиаритмическими препаратами (иАПФ, БРА, статины и др.).
3. Имплантация электрокардиостимулятора
4. Радиочастотная катетерная аблация

## Научно-образовательные мероприятия
- Всероссийский Съезд аритмологов (проводится один раз в 2 года с 2005 г.).[17]
- Международный славянский Конгресс по электростимуляции и клинической электрофизиологии сердца «Кардиостим» (проводится один раз в 2 года с 1993 г.).[18]
- Научно-практическая конференция с международным участием «Актуальные вопросы диагностики и лечения фибрилляции предсердий» (проводится ежегодно с 2012 г.).[19]
- Всероссийская школа-семинар с международным участием «Клиническая электрофизиология, интервенционная и хирургическая аритмология» (проводится ежегодно).[20]
- Школа-семинар «Актуальные вопросы аритмологии: механизмы возникновения, вопросы диагностики, лечения и прогноза нарушений ритма сердца» (проводится ежегодно).[21]
- Цикл «Базовые аспекты нарушений ритма и проводимости сердца» (проводится ежегодно).[22]

### Комментарии
1. ↑  С конца XX века общепризнанным стало то обстоятельство, что основным механизмом некоторых жизнеугрожающих аритмий сердца является возникновение в миокарде вихрей возбуждения (т. е. автоволновых вихрей), как варианта re-entry, — и, в частности, возникновение автоволновых ревербераторов (micro-re-entry). Этот вопрос хорошо освещён, в частности, в приведённых ниже литературных источниках.
2. ↑  С начала 21-го века всё большее распространение получают методы электрофизиологического картирования миокарда. Этот вопрос хорошо освещён, в частности, в приведённых ниже литературных источниках.